# Поступалово (Іглінський район)
Поступа́лово (рос. Поступалово, башк. Поступалово) — присілок у складі Іглінського району Башкортостану, Росія. Входить до складу Івано-Казанської сільської ради.
Населення — 70 осіб (2010; 63 в 2002).
Національний склад:
- чуваші — 73 %